# Maestro de Agüero

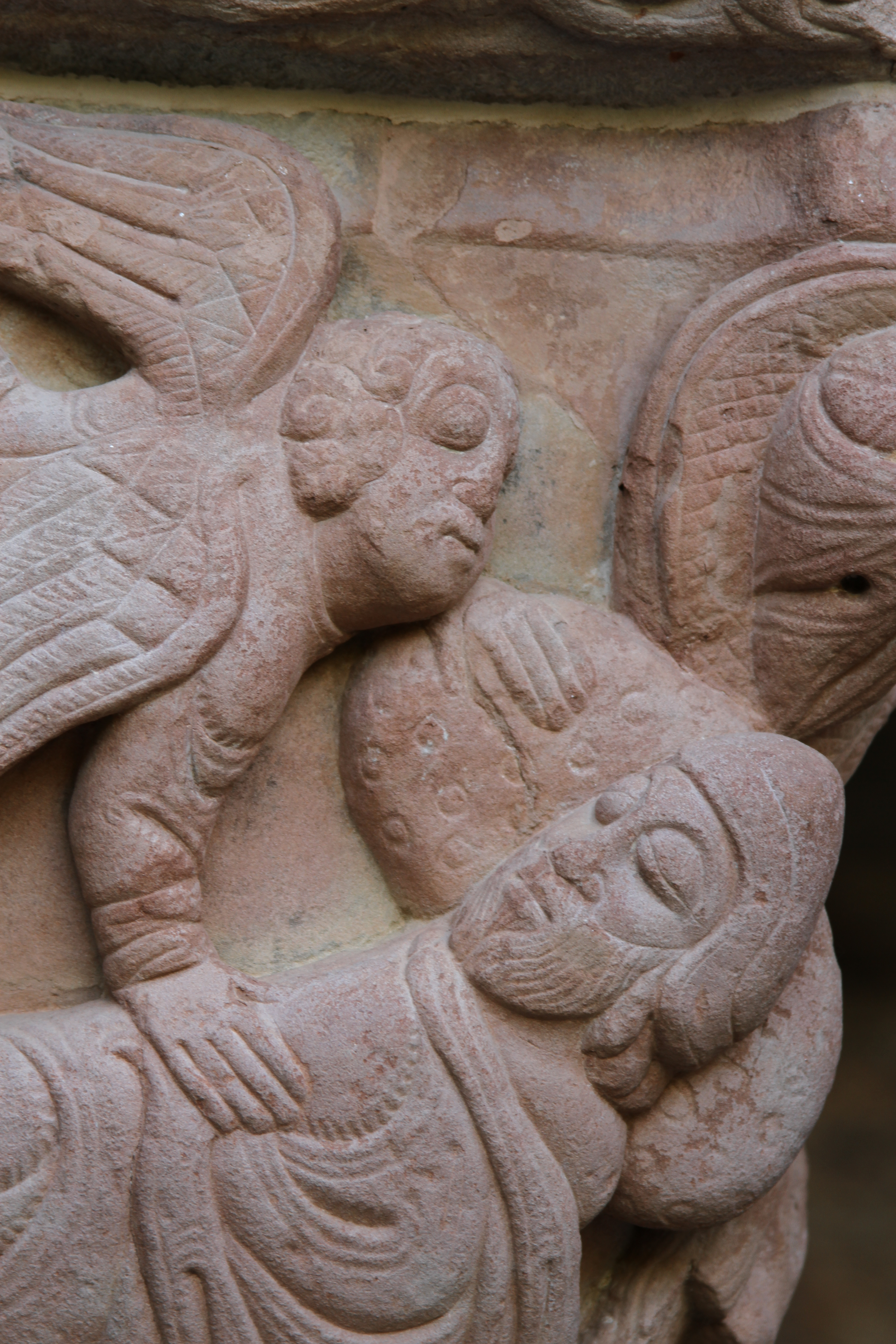
El sueño de José (detalle). Monasterio viejo de San Juan de la Peña.

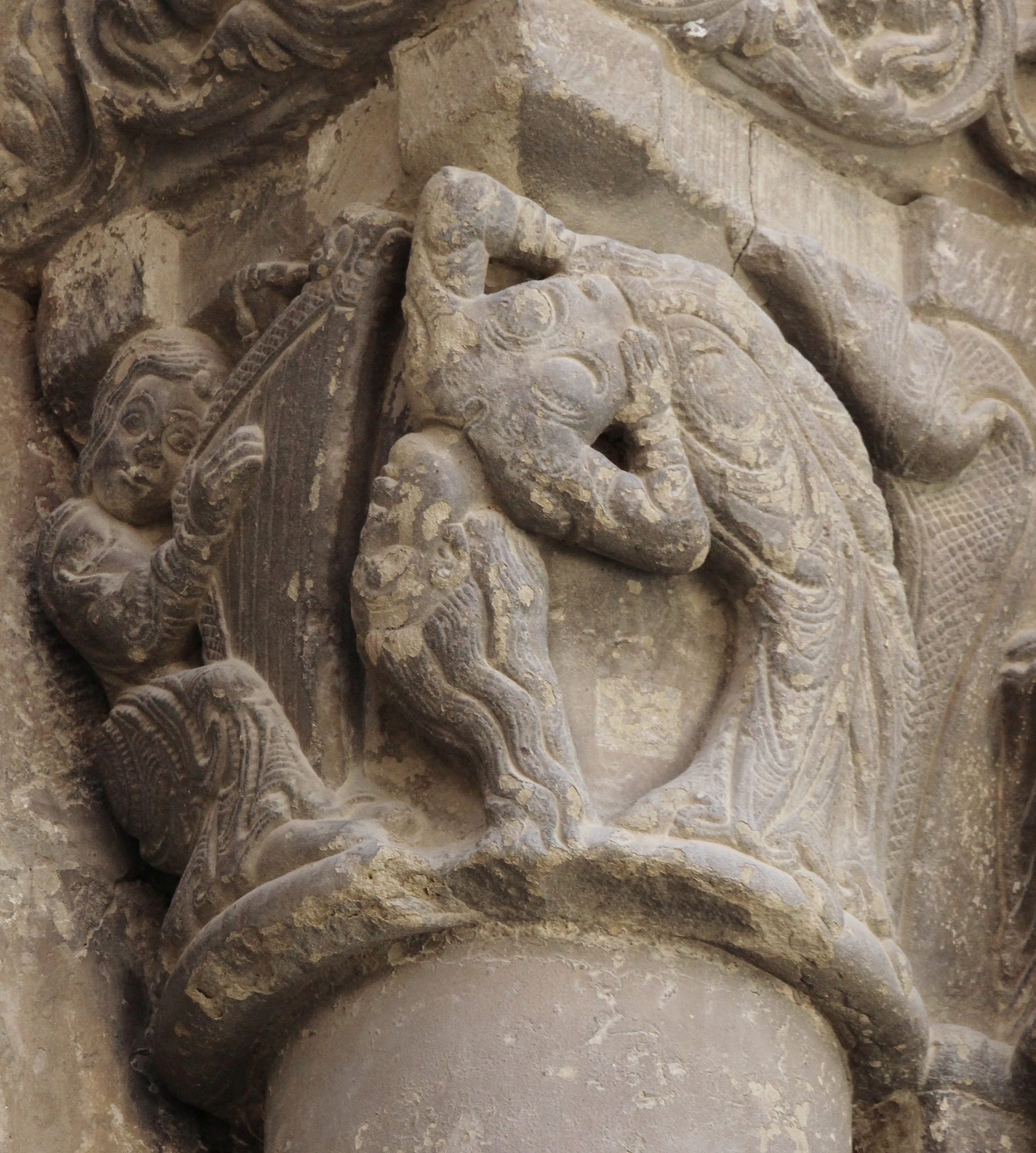
Iglesia de San Salvador de Ejea de los Caballeros. Bailarina y músico del taller del maestro de Agüero

El Maestro de Agüero, llamado también el Maestro de San Juan de la Peña, fue un escultor o taller de escultura activo en la comarca de las Cinco Villas (Aragón), España, en la fase final del románico en la segunda mitad del siglo XII. Su obra coincide con el reinado de Alfonso II de Aragón (1162-1196).
Mantuvo un taller que trabajó en toda la comarca. Significativas y características son las portadas, en cuyo trabajó consiguió una monumentalidad poco común. También destacó por las grandes esculturas que decoraban las fachadas y los tímpanos, con los llamados ojos de insecto, desproporcionados y llamativos con el resto del cuerpo. Sus bailarinas contorsionistas son típicas de este maestro o taller.

## Área de actividad
Se encuentra obra suya también en otros lugares, como en el monasterio viejo de San Juan de la Peña, en el claustro de San Pedro el viejo (Huesca), y en la iglesia de Santa María la Real, en Sangüesa (Navarra). 
En la zona de las Cinco Villas destacan sus trabajos en la iglesia de Santiago en Agüero, iglesia de San Gil (Luna), iglesia de Santiago (Luesia), iglesia de San Miguel Arcángel (Biota), iglesia de San Salvador (Ejea de los Caballeros), iglesia de San Nicolás (El Frago), iglesia de San Antón (Tauste) e iglesia de San Felices (Uncastillo).